# ملكة سبأ (فلم 1921)
ملكة سبأ (بالإنجليزية: The Queen of Sheba) هو فيلم درامي صامت أمريكي عام 1921 أنتجته استوديوهات فوكس ويتناول قصة الرومانسية المشؤومة بين سليمان ملك إسرائيل وملكة سبأ. كتبه وأخرجه ج. جوردون إدواردز، وقام ببطولته بيتي بليث بدور الملكة وفريتز ليبر الأب بدور الملك سليمان. الفيلم معروف جيدًا بين هواة الأفلام الصامتة بسبب الأزياء الجريئة التي ارتدتها بليث، كما يتضح من العديد من اللقطات الباقية التي تم التقاطها أثناء الإنتاج. لم يتبق سوى جزء قصير من الفيلم.

## طاقم التمثيل
- بيتي بليث بدور ملكة سبأ
- فريتز ليبر بدور الملك سليمان
- كلير دي لوريز بدور الملكة أمراث
- جورج سيجمان بدور الملك أرموود ملك سبأ
- هربرت هيز بدور تاماران
- هيرشيل مايال بدور مينتون
- جي. ريموند ني بدور أدونيا
- جورج نيكولز بدور الملك داود
- جينيفيف بلين بدور بيث شيبا
- بات مور بدور ابن شيبا
- جوان جوردون بدور نوميس، أخت شيبا
- ويليام هاردي بدور أولوس
- بول كازينوف بدور مبعوث الفرعون
- جون كوسجروف بدور ملك صور
- نيل كريج بدور الأميرة فاشتي
- آل فريمونت بدور قائد الجيش
- إيرل كرين بدور يوآب
- فريدريك كوفرت بدور بيكوك
- آل هوكسي بدور سائق العربة (غير مذكور)
- روبرت ليفينجستون (غير مذكور)

## روابط خارجية
- مقالات تستعمل روابط فنية بلا صلة مع ويكي بيانات